# Gottfried Laurenz Pictorius

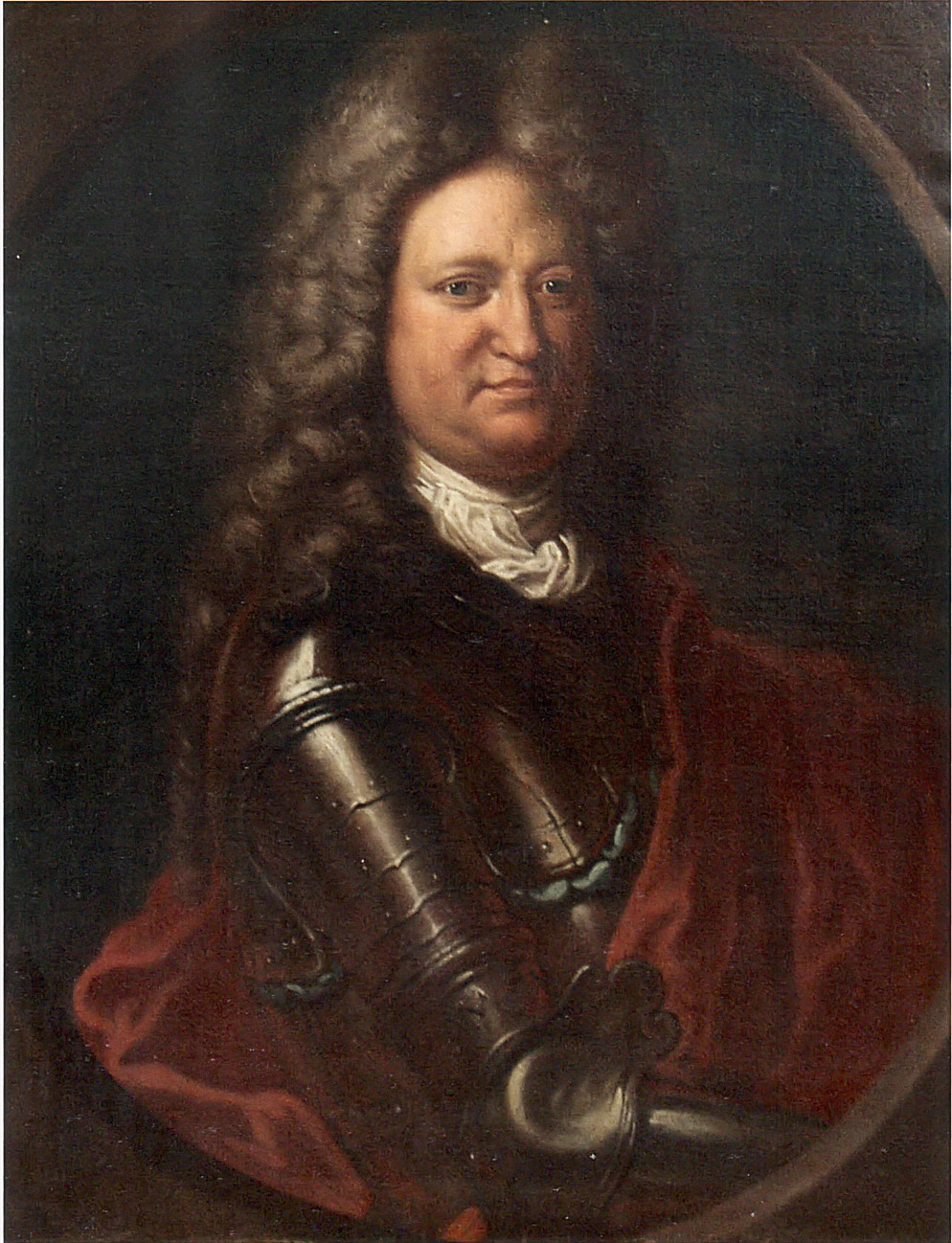
Gottfried Laurenz Pictorius

Gottfried Laurenz Pictorius (* 1663; † 17. Januar 1729 in Münster) war ein westfälischer Landingenieur und Architekt. Er schuf – teilweise zusammen mit seinem Bruder Peter Pictorius dem Jüngeren – zahlreiche Barockbauten im Münsterland.

## Leben
Gottfried Laurenz Pictorius kam 1663 als drittes Kind von Peter Pictorius dem Älteren zur Welt und wurde am 10. Dezember des gleichen Jahres in Münster getauft. Um 1677 von seinem Vater, dem Festungsbaumeister und Landvermesser des Fürstbischofs Christoph Bernhard von Galen, ausgebildet, folgte er ihm am 1. März 1686 als Landingenieur des Hochstifts Münster nach. Bereits 1681 wirkte er als Conducteur (Unteringenieur) beim Ausbau der Zitadelle Vechta mit. Zugleich war er Infanterieoffizier und nahm als Leutnant – vermutlich im Infanterieregiment des Generals Anton Günther von Schwartz – an Feldzügen in Ungarn teil. Bis 1696 war er zum Hauptmann und Kompaniechef des Schwartz’schen Regiments aufgestiegen und nahm an Feldzügen in Frankreich teil. 1709 erfolgte seine Versetzung zu den münsterischen Garnisonstruppen und seine Ernennung zum Major, ehe er 1721 zum Obristleutnant befördert wurde.

## Werke
Es wird angenommen, dass der 1686 begonnene und 1703 zu Ende gebaute Turm der Lambertikirche in Coesfeld von dem jungen Gottfried Laurenz Pictorius fertiggestellt wurde, zumindest die oberen drei Stockwerke. Die frühesten Pläne Pictorius’ sind für 1688 nachweisbar. Insbesondere der Einsatz der Blendbalustraden und der abschließenden Laterne des Lambertikirchturms mit Ähnlichkeit zum Obergeschoss der Rinkeroder Pfarrkirche legen Pläne von Gottfried Laurenz Pictorius oder Peter Pictorius der Jüngere nahe.
Pictorius’ wichtigster Schlossbau ist das Wasserschloss Nordkirchen, dessen Gesamtanlage er entwarf und dessen wichtigste Teile er von 1703 bis 1712 realisierte. Das Schloss, das jetzt die Fachhochschule für Finanzen Nordrhein-Westfalen beherbergt, vollendete schließlich Johann Conrad Schlaun. Die heutige Bezeichnung des Schlosses als „westfälisches Versailles“ deutet an, dass Pictorius seine Vorbilder unter anderem in der französischen Baukunst fand, daneben spielten aber auch niederländische Anregungen in seinem Werk eine große Rolle.
Zu seinen weiteren Werken gehört das um 1800 abgebrochene Haus Stockum bei Schöppingen. Hingegen lässt sich eine Beteiligung von Pictorius bei der Errichtung von Schloss Dankern im Emsland nicht nachweisen.
Daneben errichtete er in Münster eine größere Zahl von Adelshöfen, deren Grundform zumeist dem in Frankreich gängigen Typs des Hôtel particulier verpflichtet war. Während von dem um 1700 entstandenen Beverfoerder Hof wenigstens der rechte Seitenflügel gerettet werden konnte, blieb vom Korff-Schmisingschen Hof und dem Merveldtschen Hof so gut wie nichts erhalten. Zu den wenigen, zumindest im Außenbau überlieferten Bauten zählt die Landsbergsche Kurie, heute Sitz des Geologisch-Paläontologischen Museums Münster. Andere Entwürfe für Adelshöfe von Pictorius wurden nicht ausgeführt, so die Pläne für den Nordkirchener Stadthof und einen Adelshof am Bocksplatz.
Die wichtigsten Kirchenbauten von Gottfried Laurenz Pictorius sind die katholischen Kirchen in Burgsteinfurt und in Rinkerode. Beteiligt war er neben der Johannes-von-Nepomuk-Kapelle in Nordkirchen auch am Turm der Lambertikirche in Coesfeld und den Planungen für die Dominikanerkirche in Münster, die im Wesentlichen entsprechend den Entwürfen des Architekten Lambert Friedrich Corfey entstand.
Obwohl im Unterschied zu seinem Vater keine Studienreisen von Pictorius bekannt sind, drücken seine Entwürfe die Bekanntschaft der Musterbücher von Autoren wie Augustin-Charles d’Aviler, Domenico de Rossi, Philips Vingboons, Sebastiano Serlio und Andrea Palladio aus.

## Familie
Gottfried Laurenz Pictorius war mit Catharina Theodora Sybille Schücking (1679–1742) verheiratet. Die Tochter Maria Hermine Pictorius (1706–1785) heiratete den Oberkriegskommissar und Amtsrentmeister Johann Bernhard Lipper (1700–1788). Sie sind die Eltern der Hofarchitekten Wilhelm Ferdinand und Clemens Lipper und begründen somit eine weitere westfälische Baumeisterfamilie. Die Tochter Maria Theresia Pictorius (1713–1803) heiratete 1744 in Clemenswerth Johann Christoph Sprickmann und ist die Mutter des münsterschen Dichters und Juristen Anton Matthias Sprickmann.